# Balloch (West Dunbartonshire)
Balloch (Schots-Gaelisch: Am Bealach) is een dorp in de Schotse council West Dunbartonshire in het historisch graafschap Dunbartonshire aan de oevers van Loch Lomond.
Balloch wordt bediend door een spoorwegstation op North Clyde Line.